# Homotherus varipes
Homotherus varipes là một loài tò vò trong họ Ichneumonidae.